# U-166號潛艇 (1941年)
U-166號潛艇（德語：U 166）是一艘納粹德國在第二次世界大戰期間建造的IX-C型U艇，於1940年12月6日在韦瑟门德澤貝克造船廠動工，1941年11月1日下水，1942年3月23日服役，艇長為海軍中尉漢斯-金特·屈尔曼（Hans-Günther Kuhlmann）。在第4潛艇區艦隊完成訓練後，它被調配到第10潛艇區艦隊並派往前線。U-166號只在被擊沉前只執行了兩次巡邏任務，它共擊沈4艘船隻，容積總噸累計達7,593噸。它在1942年7月30日於墨西哥灣被擊沉。

## 設計
IX-C型U艇比IX-B型稍大。U-166號在水面排水量為1,120噸，水下排水量為1,232噸。這船總長76.76米，耐壓殼體長58.75米，船宽6.76米及高9.60米，吃水深度4.70米，引擎為兩台MAN集團M 9 V 40/46机械增压器四行程循環，九汽缸柴油引擎，在水面航行時提供4,400匹公制馬力（3,240千瓦特；4,340匹軸馬力）。在水下航行時，則由兩台西門子-舒克特2 GU 345/34電動發電機引擎提供1,000匹公制馬力（740千瓦特；990匹軸馬力）。它有兩個軸和兩個長1.92（6英尺4英寸）螺旋槳，最深能潛下230米（750英尺）。
這潛艇在水面極速為18.3節，水下極速為7.3節。在水下續航距離為以4節行駛63海里，水面則能以10節續航13,450海里。潛艇配有六具魚雷發射管，艇艏四具，艇艉兩具，能攜帶22枚魚雷。潛艇配有一門105毫米32式速射炮，一門37毫米30式高射炮和一門雙聯裝20毫米30式高射炮。這潛艇定員為49人。

## 服役

### 第一次巡邏
U-166號首次巡邏是1942年5月底離開基爾往挪威克里斯蒂安桑，6月1日離開挪威前往不列顛郡島執行巡邏任務，十天後返回洛里昂。

### 第二次巡邏
1942年6月17日，U-166號離開洛里昂前往墨西哥灣執行任務。

## 沉沒
1942年7月30日，商船罗伯特·E·李（Robert E. Lee）號在美國海軍巡邏艇PC-566號護航下在密西西比河三角洲以南72公里行駛時，遭到U-166號攻擊並沉沒。PC-566號立即展開反擊，並稱使用深水炸彈把潛艇擊沉。事後巡邏艇回到商船沉沒之處拯救生還者。不過美國海軍不相信巡邏艇的說法。
同日，美国海岸警卫队J4F-1威吉翁兩棲飛機在離霍马160公里處發現了一艘U艇，該飛機立即攻擊這架看像受損的潛艇。U-166號在同日宣告失蹤，這可推斷為美軍已把U-166號擊沉，52人全員罹難。兩名機組人員因這次行動而受到表彰。
2001年的探索發現，U-166號的殘骸位置更像是被PC-566號擊沉。2014年12月16日，美国海军部长追贈PC-566號船長V字功勳勳章，表揚他擊毀U-166號。

## 襲擊歷史摘要
| 日期          | 船名          | 船籍 | 噸位  | 結局 | 位置                                | 死亡人數 |
| ------------- | ------------- | ---- | ----- | ---- | ----------------------------------- | -------- |
| 1942年7月11日 | 卡曼號        |      | 84    | 擊沈 | 19°43′N 70°12′W / 19.717°N 70.200°W | 1        |
| 1942年7月13日 | 奥奈达號      | 美国 | 2,309 | 擊沈 | 20°17′N 74°06′W / 20.283°N 74.100°W | 6        |
| 1942年7月16日 | 格特鲁德號    | 美国 | 16    | 擊沈 | 23°32′N 82°00′W / 23.533°N 82.000°W | 0        |
| 1942年7月30日 | 罗伯特·E·李號 | 美国 | 5,184 | 擊沈 | 28°40′N 88°42′W / 28.667°N 88.700°W | 25       |